# چانتاویر
چانتاویر (به صربی: Čantavir) یک روستا در صربستان است که در Subotica Municipality واقع شده‌است. چانتاویر ۴۹٫۶۰ کیلومتر مربع مساحت و ۶٬۹۵۱ نفر جمعیت دارد و ۱۲۱ متر بالاتر از سطح دریا واقع شده‌است.